# Givebox
Givebox (także: freebox) – rodzaj mebla miejskiego, najczęściej regału lub szafy ustawionej w licznie odwiedzanych miejscach, w której można anonimowo, bezpłatnie pozostawiać i zabierać używane i niepotrzebne oddającym przedmioty użytkowe, np. AGD, odzież, zabawki, naczynia, czy książki. Pierwszy givebox powstał w latach 90. XX w. w Berlinie. 

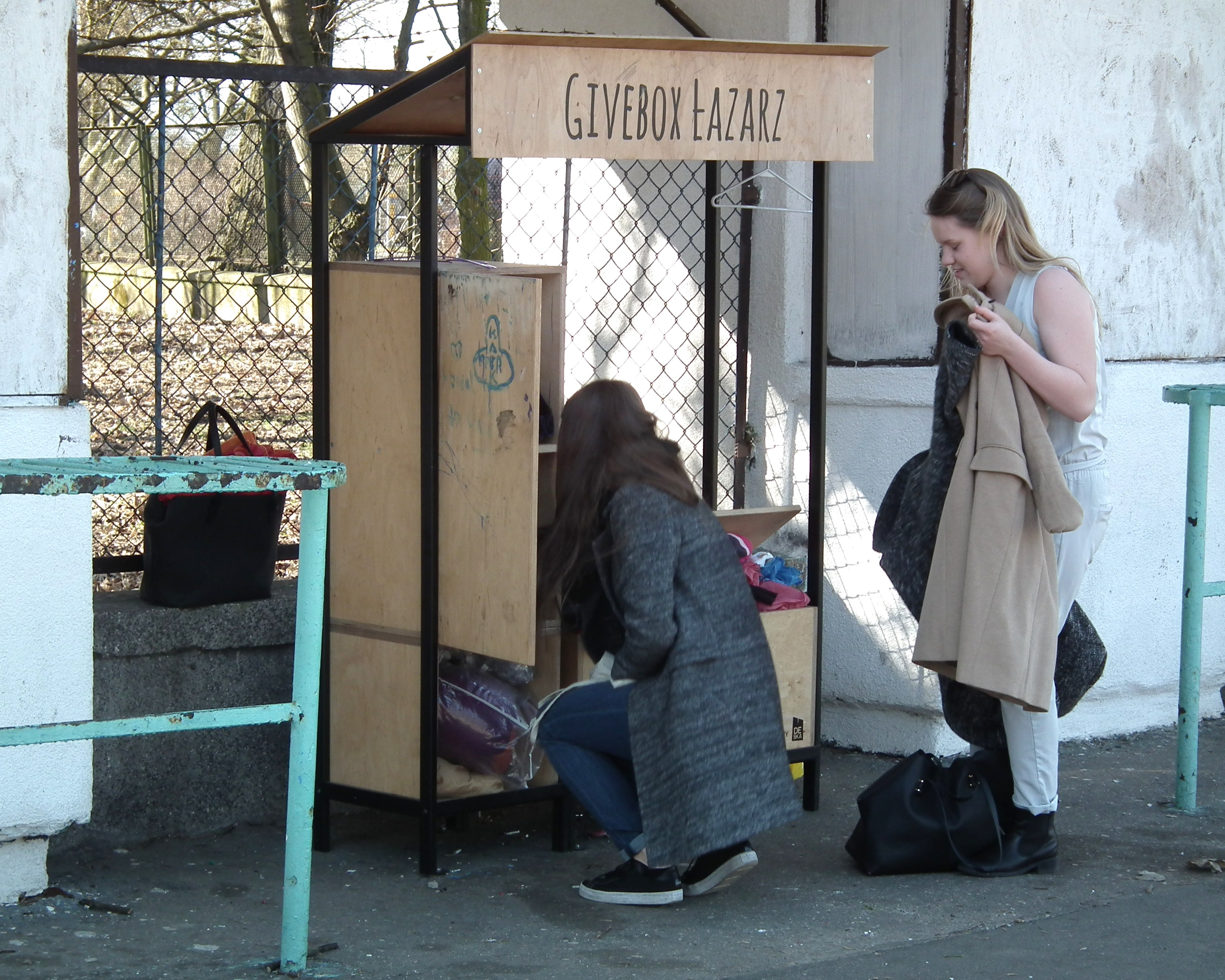
Givebox w Poznaniu

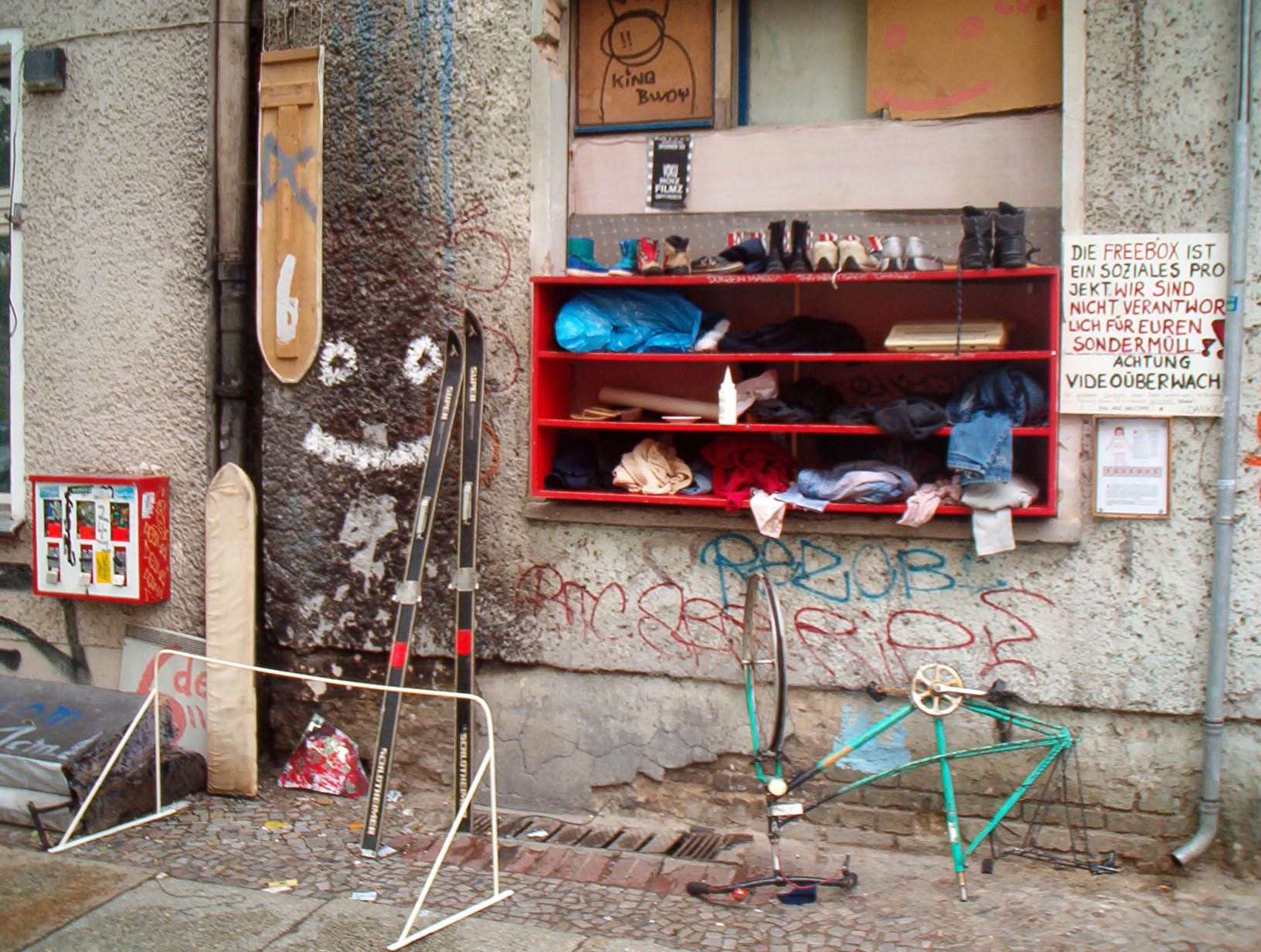
Givebox w Berlinie

Ideą napędzającą stawianie giveboxów, ma być hasło sharing is caring, tzn. dzielenie się jest dbałością o innych – zabezpieczaniem potrzeb ludzi słabiej uposażonych, przedłużaniem żywotności urządzeń, a tym samym wpływaniem na polepszanie stanu środowiska naturalnego. W zamierzeniu giveboxy mają też tworzyć wokół siebie lokalną społeczność, grupę spotykających się przy nich ludzi. 
Podobną ideą jest bookcrossing.